# Eunicea castelnaudi
Eunicea castelnaudi is een zachte koraalsoort uit de familie Plexauridae. De koraalsoort komt uit het geslacht Eunicea. Eunicea castelnaudi werd in 1857 voor het eerst wetenschappelijk beschreven door Milne Edwards & Haime. 